# 189396 Sielewicz
189396 Sielewicz este un asteroid din centura principală de asteroizi.

## Descriere
189396 Sielewicz este un asteroid din centura principală de asteroizi. A fost descoperit pe 2 mai 2008 la Moletai de Kazimieras Černis și Justas Zdanavičius. Asteroidul prezintă o orbită caracterizată de o semiaxă mare de 2,72 ua, o excentricitate de 0,07 și o înclinație de 6,9° în raport cu ecliptica.